# Болоньское сельское поселение (Хабаровский край)
Болоньское се́льское поселе́ние — муниципальное образование в Амурском районе Хабаровского края России.
Административный центр — село Болонь.

## Население
| 2010 | 2011  | 2012  | 2013 | 2014 | 2015 | 2016 |
| ---- | ----- | ----- | ---- | ---- | ---- | ---- |
| 1081 | ↘1073 | ↘1039 | ↘999 | ↘939 | ↘822 | ↘794 |
| 2017 | 2018  | 2019  | 2020 | 2021 |      |      |
| ↘746 | ↘734  | ↘697  | ↘666 | ↘442 |      |      |

Население по данным 2011 года — 1073 человека.

## Населённые пункты
В состав поселения входят 7 населённых пунктов:
| № | Населённый пункт | Тип             | Население |
| - | ---------------- | --------------- | --------- |
| 1 | Болонь           | село            | ↘381      |
| 2 | Менгон           | посёлок станции | ↘12       |
| 3 | Хевчен           | разъезд         | ↘18       |
| 4 | 207 км           | казарма         | ↘11       |
| 5 | 213 км           | казарма         | →0        |
| 6 | 18               | разъезд         | ↘9        |
| 7 | 21               | разъезд         | ↘11       |

## История
27 ноября 1942 года был образован Болоньский сельский совет в составе Комсомольского района Хабаровского края.
7 августа 1948 года Болоньский сельский совет был преобразован в Болоньский поселковый совет
14 февраля 1963 года Болоньский п/с передан в Амурский промышленный район. С 14 января 1965 года Болоньский п/с входил в Амурский район.
В 1992 году Болоньский поселковый совет был преобразован в Болоньскую поселковую администрацию. 27 января 1999 года Болоньская поселковая администрация была преобразована в Болоньскую сельскую администрацию, а в 2004 году в Болоньское сельское поселение.